# Zubački kabao

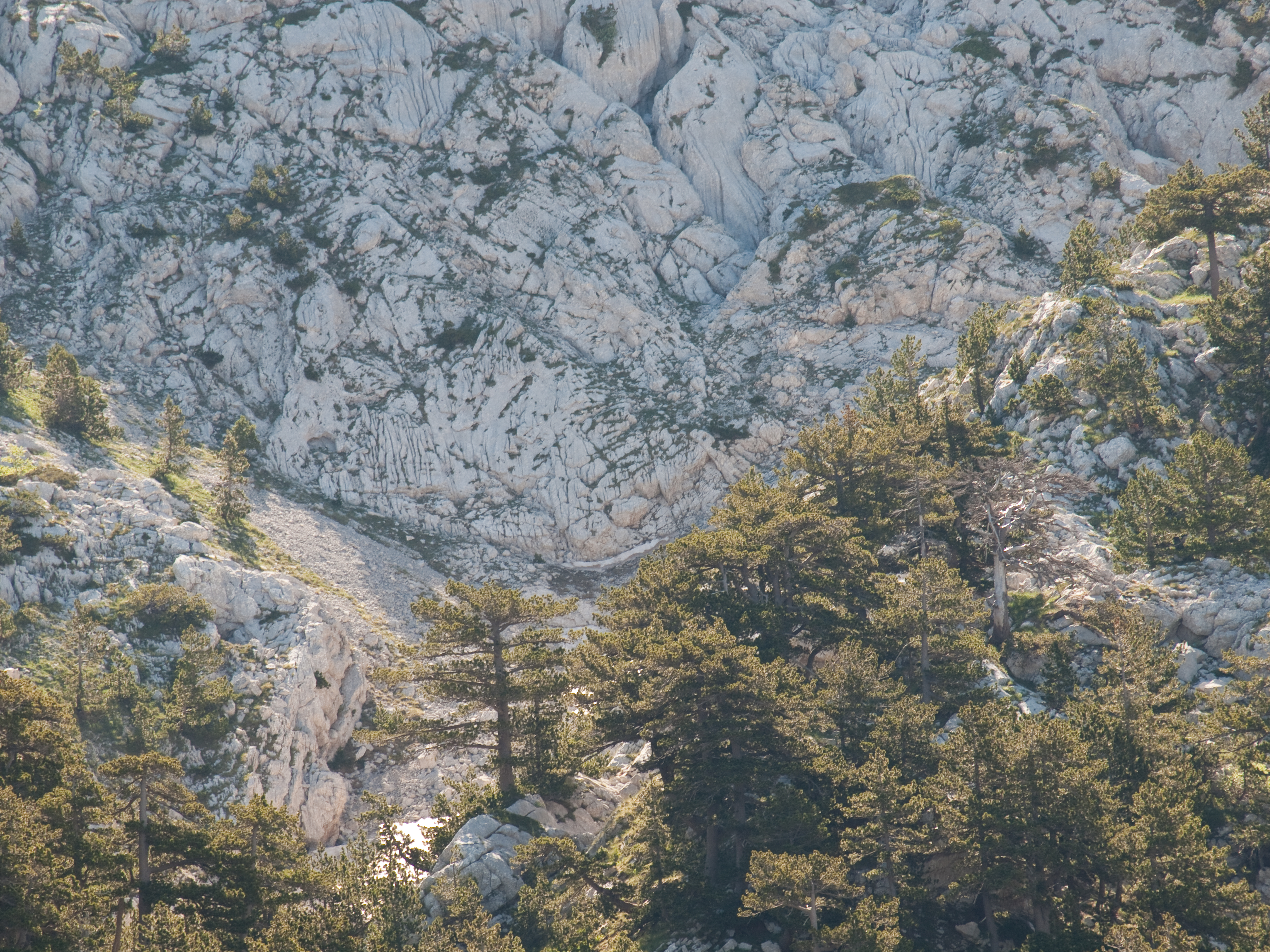
Lawinenbahn im Pavlovica do

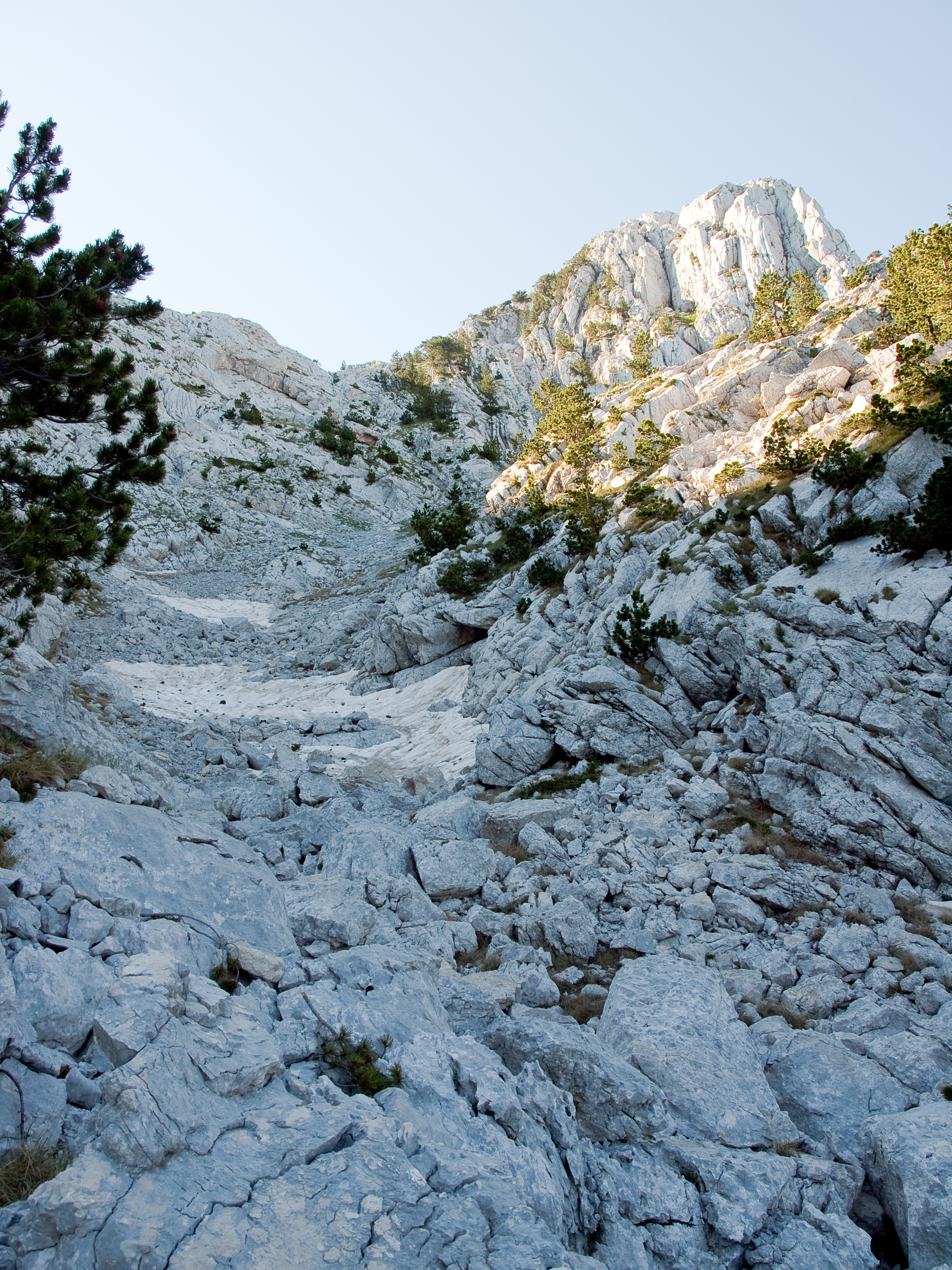
Lawinenbahn vom Gipfel

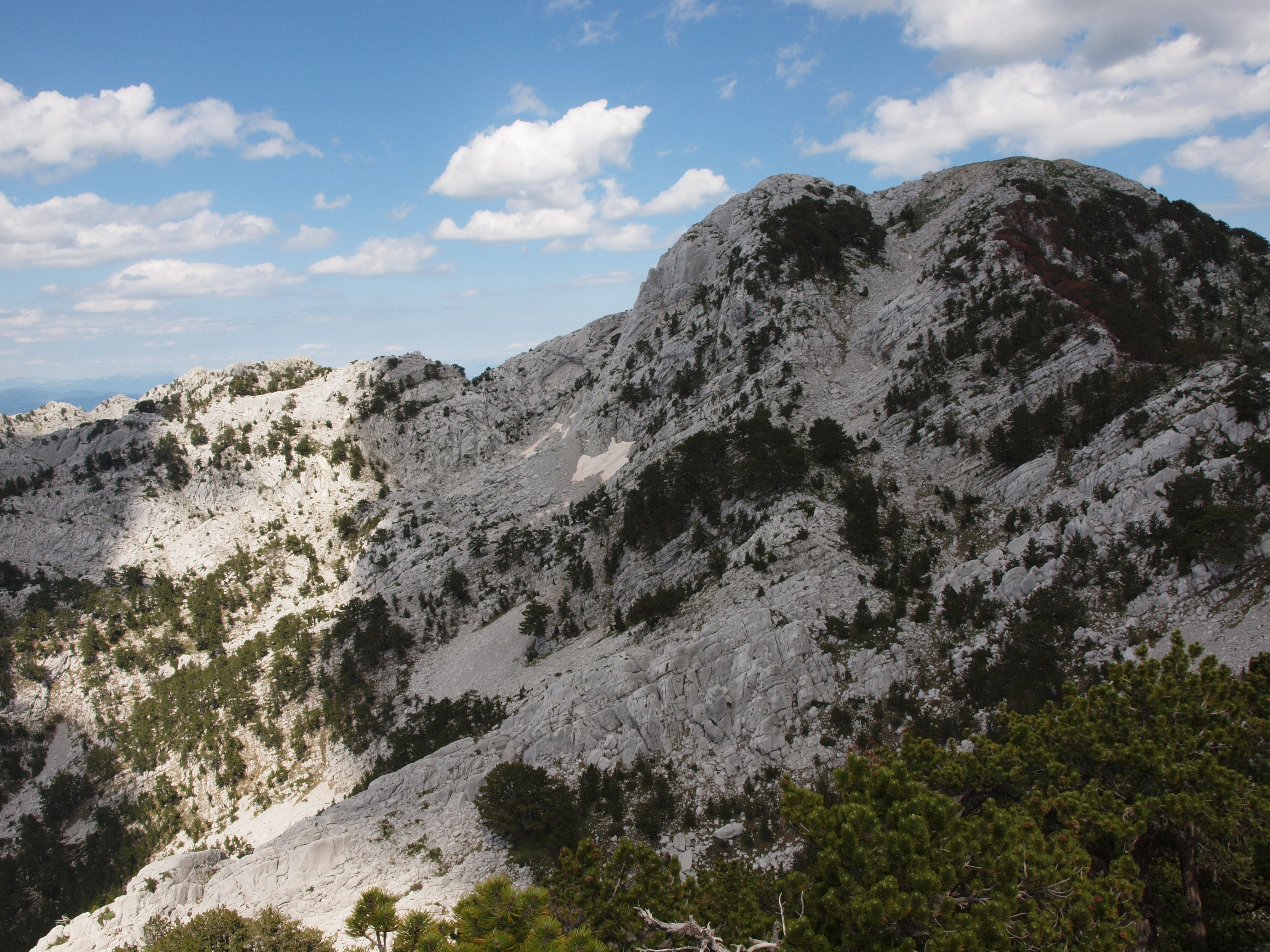
Nordwest Kar Pavlovica do

Der Zubački kabao ist mit einer Höhe von 1894 m. i. J. der höchste Berg Dalmatiens und der Hauptgipfel des Orjens. Er liegt im Staatsgebiet von Montenegro.
Er erhebt sich im Zentrum von strahlenförmig verlaufenden Graten. Als Karling ist er im Nordwesten, Norden, Westen und Südwesten von Karen umgeben.
Eindrucksvoll ist insbesondere der Aufstieg durch das Medugorje-Tal, das zum Kar Pavlovica do führt. Eine Hütte befindet sich auf 1596 m am Orjen-Sattel.
Seinen Namen erhielt der Zubački kabao (deutsch: Gezähnte Kappe) durch die zugespitzte Form des eiszeitlich geformten Karlings.

## Geologie
Ausgesprochen reiner Kalk aus der Kreide der Hochkarstdecke. Die Farbe des Gesteins variiert zwischen Grauweiß und hellgrau bis bläulich.

## Lage und Umgebung
Der Zubački kabao ist der Hauptgipfel des Orjenmassivs, zu dem auch die übrigen, das Pavlovic do umrahmenden Gipfel (Borovnik und Buganja greda), sowie das Reovacki do und Pirina poljana umrahmenden (Vucji zub) gezählt werden. Am Zubački kabao treffen drei Orjenkämme aufeinander (Grenze zwischen Montenegro und Bosnien), der kurze Boronikkamm, der Prasa-Kamm und der Buganja gredakamm zusammen. Im Massiv befinden sich zwei bedeutende Schneetälchen die erst Ende Juni ausapern und ehemals den letzten Rückzugsstadium der letzten Orjengletscher entsprechen.
Lange Zeit schwankte die angegebene Höhe zwischen 1895 und 1892 Metern. Der aktuell gültige Wert von 1893 m wurde vom VGI (Vojno geografski institut, Landesamt für Vermessung) 1974 bestätigt.

## Geschichte
Der Zubački kabao wurde erstmals Mitte des 17. Jahrhunderts von dem arabischen Reiseschriftsteller Evlija Tschelebi namentlich erwähnt. Erst im 19. Jahrhundert wurde der Orjen insbesondere durch Botaniker (Visiani, Josif Pančić u. a.) näher erforscht. Von Bedeutung ist insbesondere der Besuch von Friedrich August Ascherson, der den Gipfel des Berges 1868 in Begleitung von Felix Huter und Pichler bestieg. Dies war die erste dokumentierte touristische Ersteigung, davor wurde der Gipfel vermutlich schon von Vermessungstechnikern erstiegen.
Seitdem blieb das Interesse für den höchsten Gipfel der Dalmatinischen Küstengebirge erhalten. Schon 1886 wurde ein Gipfelweg anlässlich der Besteigung des Zubački kabao durch den Österreichischen Thronfolger Erzherzog Rudolf eingerichtet. Der bis heute gebräuchliche Gipfelweg folgt somit der Route, die Marijan Freiherr Varešanin für den Thronfolger einrichten ließ. Schon Anfang des 20. Jahrhunderts wurde das Skigebiet am Zubački kabao von den in der Bucht von Kotor lebenden österreichischen Bewohnern genutzt.
Nach dem Zweiten Weltkrieg wurde die touristische Infrastruktur am Zubački kabao durch zahlreiche Bergclubs gefördert. Der Gipfel blieb bis 1979 beliebteste Hochgebirgsdestination an der Küste Montenegros, als im April ein starkes Erdbeben die Straßenverbindungen stark in Mitleidenschaft nahm.

## Wirtschaftliche Bedeutung
Auf dem Grat zwischen dem Vrbanj polje und dem Reovački do steht eine der ältesten Berghütten Montenegros (1594 m).

### Gipfelbesteigung
Wege auf den Zubački kabao führen von der Orjenska lokva, der Pirina poljan, dem Pavlovica do sowie dem Reovački do.
Die einfachste Route ist der Weg von der Orjenska lokva. Auf diesem Weg bietet die Orjenhütte und die nahegelegene Quelle Studenac Rastmöglichkeiten. Je nach Kondition sind zwei Stunden einzuplanen.
Ein wesentlich anspruchsvollerer Weg führt über den Talschluss des Medugorje Tales durch das Pavlovica do. Hier muss man über schwieriges Gelände, das Trittsicherheit und Schwindelfreiheit verlangt. Man muss mit einer Gesamtzeit von vier bis fünf Stunden rechnen, wobei keine Übernachtungsmöglichkeit in einer Hütte besteht. Auf diesem Wege sind knapp 900 Höhenmeter zu überwinden, wobei beim Anstieg über das Medugorjetal der anstrengende Kletterweg erst am Ende der Tour kommt.
Von Bosnien aus kann über die Pirina poljana aufgestiegen werden, diese ist die längste Tour und erfordert einen 10 km langen Anstieg durch das Dobri do Tal.
Eine bergsteigerische Herausforderung ist die Überschreitung des Grates zwischen Vucki zub und Zubački kabao von der Bijela gora aus. Hierbei handelt es sich um eine fast hochalpine Gratüberschreitung, bei der Kletterstellen im III. Grad ungesichert zu bewältigen sind. Dem nicht geübten Kletterer ist hiervon dringend abzuraten.
Der Zubački kabao ist für seine Gewitter berüchtigt, was bei der Planung einer Tour beachtet werden sollte. Am 2. September 2008 brannte nach einem Blitzeinschlag ein Großteil der berühmten Schlangenhaut-Kiefer-Wälder im Pavlovica do sowie am Zubački kabao ab.

### Skigebiet
Gut 250 Höhenmeter unterhalb des Gipfels auf dem Plateau der Lokva findet sich ein sanft abflachendes Dolinenfeld mit dem einzigen Skigebiet am Zubački kabao. Es führt nach Vrbanj hinunter. Es sind jedoch keine Skilifte und keine Bewirtschaftung der Hütte vorhanden. Außerdem wird zurzeit die Fahrstraße zur Lokva im Winter nicht geräumt.

## Einzelnachweise

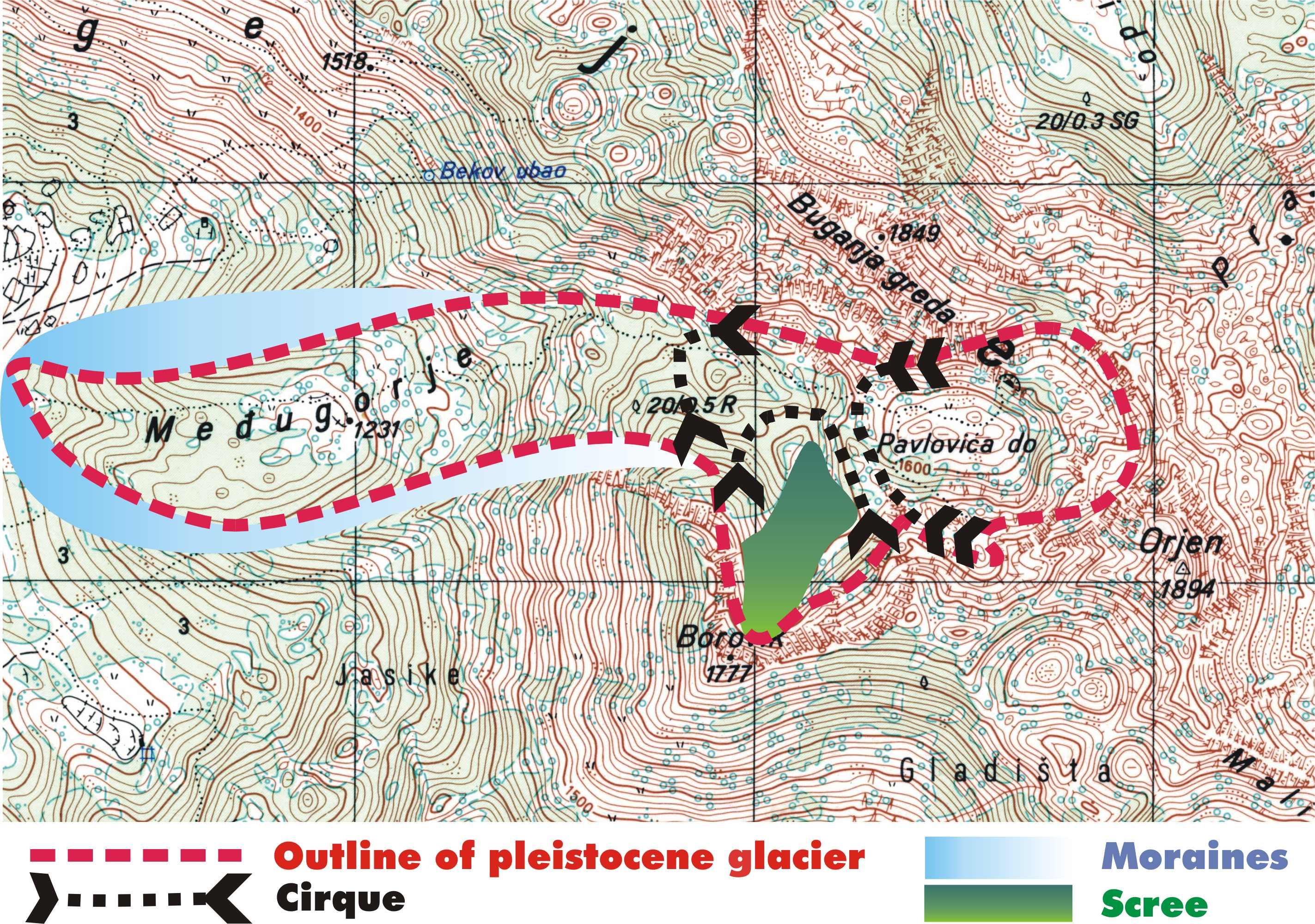
Morphologie des Medugorje-Tales auf der Westseite
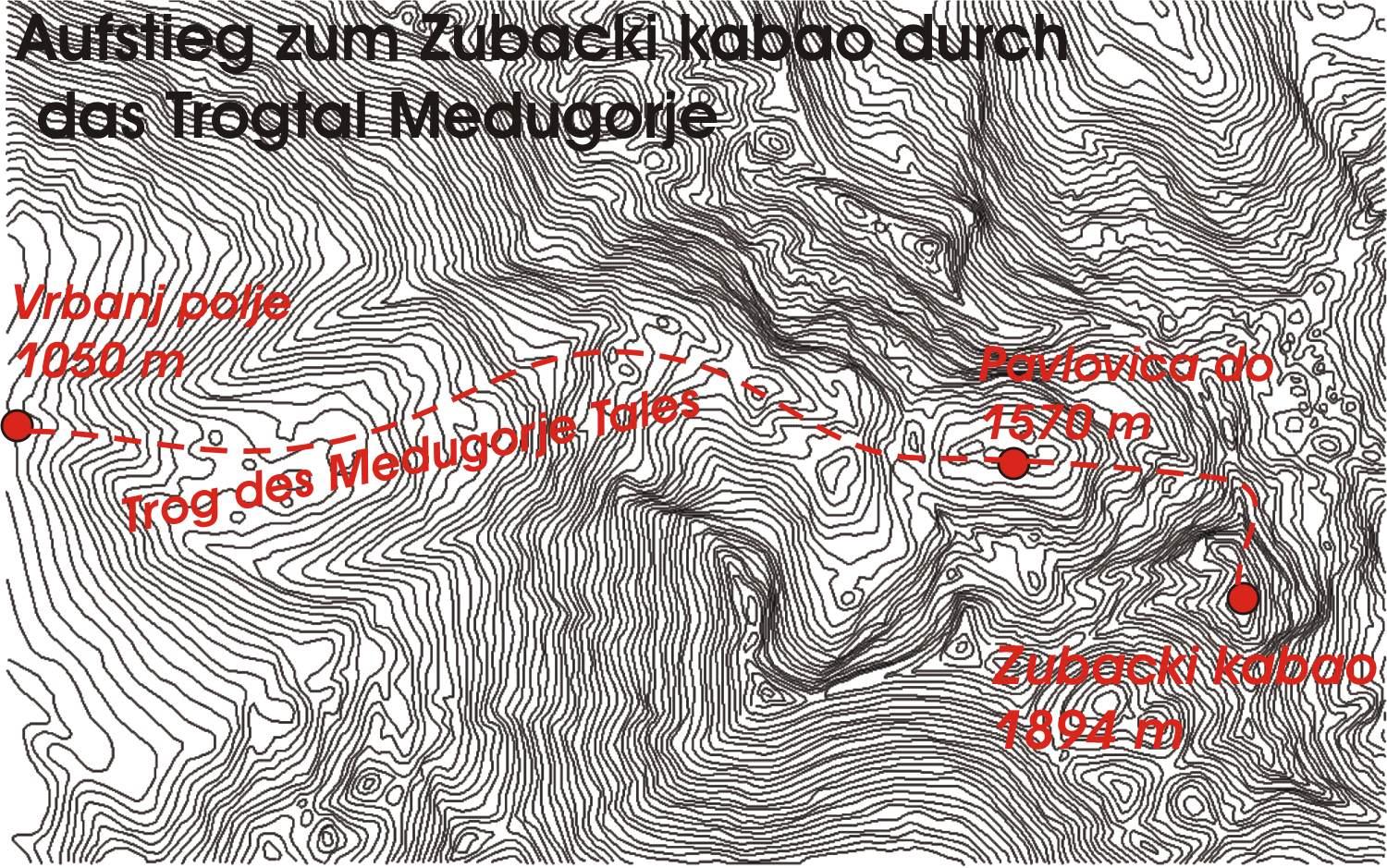
Aufstieg auf den Zubački kabao über die Westseite
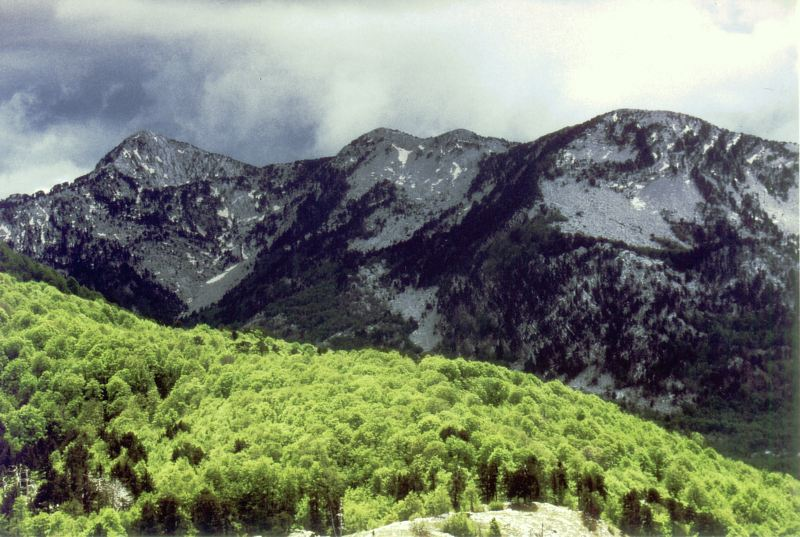
Trogtal Dobri do im Mai
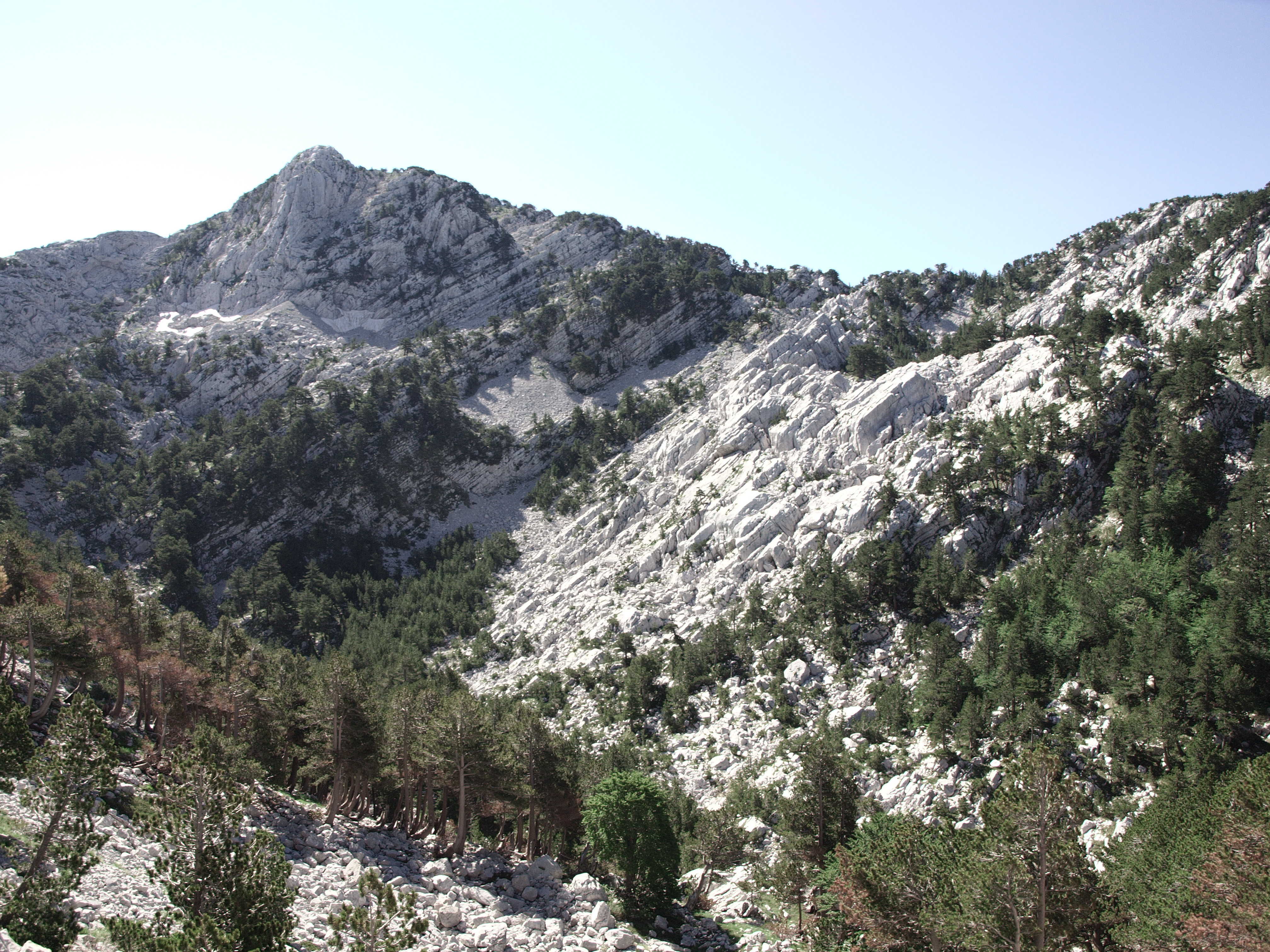
Der Gipfel des Zubački kabao
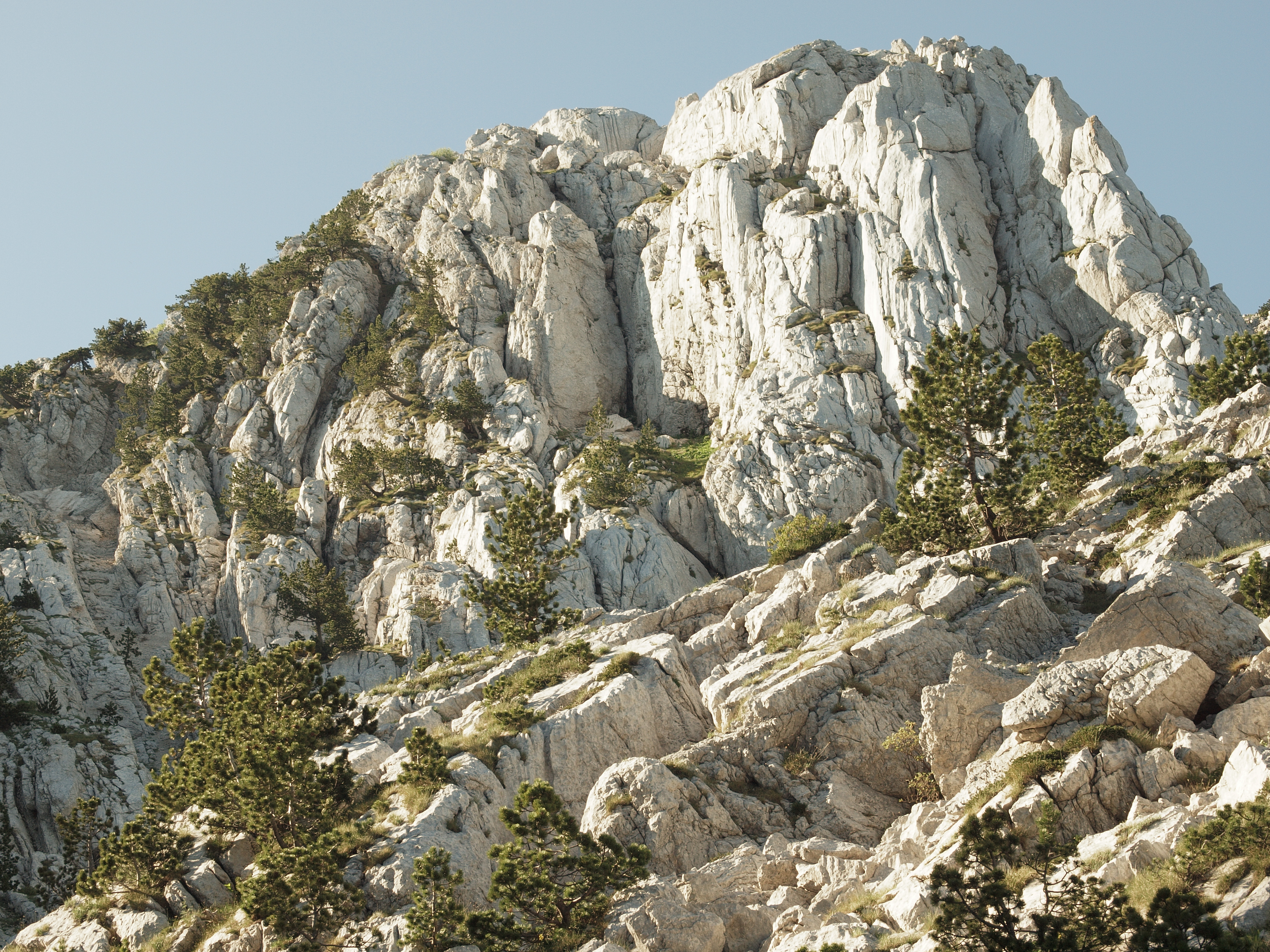
Gipfel des Zubački kabao vom Pavlovica do